# Rudolf Dilong
Rudolf Dilong (1. srpna 1905, Trstená na Oravě – 7. dubna 1986, Pittsburgh, USA) byl slovenský básník, dramatik, spisovatel katolické moderny, katolický kněz, člen františkánského řádu.

## Životopis
Po maturitě se Rudolf Dilong stal mnichem františkánské řehole. Po absolutoriu katolické teologie byl v roce 1929 vysvěcen katolickým knězem. Několik let pak působil jako středoškolský pedagog kdy učil náboženství. Po vypuknutí 2. světové války narukoval jako vojenský kaplan do armády loutkového Slovenského státu. V roce 1945 odešel do emigrace. Později se usadil v Římě, v roce 1947 odjel do Argentiny, kde později působil, mimo jiné, také jako kněz slovenských vystěhovalců v Buenos Aires. Redigoval místní periodikum Slovenské zvesti. Od roku 1965 žil v klášteře v Pittsburghu ve Spojených státech amerických. Zde pracoval jako redaktor Listů sv. Františka. Pracoval i jako funkcionář Světového kongresu Slováků. V roce 1969 navštívil Slovensko a měl v plánu zde zůstat. Existuje několik verzí proč tak neudělal. Podle prof. J. Rydla to má údajně na svědomí Ladislav Novomeský. Dilong dostal od literárních kritiků mnoho přívlastků:
- utajený mnich
- kníže básníků
- básník uštknutý svobodou
- básník ztracené slovenské svobody

Byl považován za básníka bouřliváka.

## Tvorba
Rudolf Dilong se svojí tvorbou řadí mezi nejvýznamnější a nejplodnější autory katolické moderny. Věnoval se zejména psaní poezie, ale i dramat. Byl také zakladatelem časopisu Postup. Svoje díla často umísťoval do venkovského prostředí, věnoval se tématům dětství a často v nich popisoval svoji rodnou Oravu, co mu poskytovalo vítané útočiště a stabilitu zejména v období Druhé světové války. Napsal více než 100 děl, přičemž mnohá z nich shořela v době požáru kláštera v Argentině. Některá jeho díla (např. Mesto s ružou) se řadí k nadrealismu.

## Dílo
- Seznam děl v Souborném katalogu ČR, jejichž autorem nebo tématem je Rudolf Dilong

### Poezie
- 1931 - Budúci ľudia (česky : Budoucí lidé)
- 1932 - Slávne na holiach
- 1933 - Dýchajte, lazy!, dílo charakteristické mládím a osobní vitalitou
- 1934 - Hviezdy a smútok (česky : Hvězdy a smutek)
- 1933 - Roky pod slnkom, věnováno 1100. výročí vysvěcení Pribinova chrámu v Nitře
- 1935 - Mladý svadobník, po Uťatých rukách od Rudolfa Fabryho to je druhá surrealistická sbírka básní
- 1935 - Helena nosí ľaliu (česky : Helena nosí lilii)
- 1936 - Mladý svadobník
- 1938 - Ja, svätý František (česky : Já, svatý František)
- 1939 - Gardisti, na stráž! (česky : Gardisté, na stráž!)
- 1939 – Mesto s ružou, věnováno Paříži (česky : Město s růží)
- 1939 - Honolulu, pieseň labute (česky: Honolulu, píseň labutě)
- 1941 - Konvália
- 1941 - Nevolaj, nevolaj (česky : Nevolej, nevolej)
- 1941 - Somnambul
- 1942 - Hanička intimnní charakteristika, věnoval ji mrtvé sestře (18)
- 1942 - Vojna (česky : Válka)
- 1944 - Plač (česky : Pláč)
- 1945 - Moja krv (česky : Moje krev)
- 1948 - Vlasť volá (česky : Vlast volá)
- 1967 - Pod krížom (česky : Pod křížem)
- 1971 - Ponúkam chlieb so soľou (česky : Nabízím chléb se solí)
- 1971 - Pokora vína
- 1984 - Sväté rozjímanie (česky : Svaté rozjímání)
- 2000 - Ruža menom Dagmar (antiromán) (česky: Růže jménem Dagmar)

- Stretnutie s Františkom (česky: Setkání s Františkem)
- Stretol som Boha (česky: Potkal jsem Boha nebo Setkal jsem se s Bohem)
- Stretnutie s človekom (česky : Setkání s člověkem)
- Prekliati za humnami (česky : Proklatci za humny)

### Divadelní hry
- 1940 - Valin
- 1941 - Padajúce svetlo (česky : Padající světlo)

### Ostatní díla
- 1992 - Ja, Rudolf Dilong, trubadúr, výběr z exilové tvorby
- 1941 - Zakliata mladosť, vzpomínková próza (česky : Zakleté mládí)